# I AM (傳田真央のアルバム)
『I AM』（アイ・アム）は、傳田真央の3枚目のアルバム。

## 解説
- 初回プレス限定盤はデジパック仕様で、ボーナス曲「耳もとにいるよ…～Ring the bells REPRISE～」が収録されている。

## 収録曲
1. Always Love
2. Bitter Sweet
7枚目のシングル。
3. Zutto
4. 泣きたくなるけど
8枚目のシングル。
5. 晴れ時々雨
6. Let it go
7. Breathe In Love
8. Be My Hero
9. ONEWAY Exp.
傳田真央にとって初となったセルフレコーディング曲。
10. Butterfly
11. My Style
9枚目のシングル。
12. リトルメアリ
13. Someday

### ボーナス・トラック
1. 耳もとにいるよ…～Ring the bells REPRISE～
1枚目のシングル「耳もとにいるよ･･･ 〜Ring the bells〜」をリメイクしたもの。初回プレス限定盤のみの収録。